# Dick Schulz
Richard Albert Schulz, detto Dick (Racine, 3 gennaio 1917 – Tucson, 26 giugno 1998), è stato un cestista statunitense, professionista nella NBL, nella BAA e nella NBA.

## Palmarès
- Campione NBL (1943)
- Campione BAA (1948)